# Peso uruguayen
Pour les articles homonymes, voir Peso.
Le peso uruguayen (symbole : $ ; code ISO 4217 : UYU) est l'unité monétaire de l'Uruguay.

## Histoire
Le peso uruguayen est instauré en 1830 en remplacement du réal uruguayen. Sous le nom de peso fuerte, il circule jusqu'en 1862. En 1863, est lancé le peso de la republica oriental del Uruguay, en vigueur jusqu'en 1975, appelé de nos jours « vieux peso » ; en 1893, l'Uruguay rejoint l'étalon-or. En 1976, apparaît le nouveau peso, en remplacement de l'ancien, qui avait subi une forte dépréciation depuis la fin des années 1950.
Depuis 1993, le nouveau peso a été remplacé au taux de conversion de 1 000 nouveaux pesos pour 1 peso uruguayen et 1 000 000 vieux pesos. En 2011, le dessin des pièces de monnaie avec de nouvelles décorations et matériaux a été complètement modifié, différents animaux et figures patriotiques ont été ajoutés à l'arrière des pièces. Le revers de la pièce de 10 pesos reprend un motif animalier créé par Lucien Bazor en 1936 pour la pièce de 10 centavos.

## Billets de banque
La dernière série de billets date des années 2014-2015, elle est composée des billets suivants : 
| Images | Images | Valeur | Description                 | Description                         | Émission |
| Avers  | Revers | Valeur | Avers                       | Revers                              | Émission |
| ------ | ------ | ------ | --------------------------- | ----------------------------------- | -------- |
|        |        | 20 $   | Juan Zorrilla de San Martín | La leyenda patria                   | 2015     |
|        |        | 50 $   | José Pedro Varela           | Monumento a José Pedro Varela       | 2015     |
|        |        | 100 $  | Eduardo Fabini (en)         | Le dieu Pan                         | 2015     |
|        |        | 200 $  | Pedro Figari                | Danse historique                    | 2015     |
|        |        | 500 $  | Alfredo Vásquez Acevedo     | Université de la République         | 2014     |
|        |        | 1000 $ | Juana de Ibarbourou         | Livre Ibarbourou Square             | 2015     |
|        |        | 2000 $ | Dámaso Antonio Larrañaga    | Bibliothèque nationale de l'Uruguay | 2015     |